# 호소야역 (군마현)
호소야역(일본어: 細谷駅)은 일본 군마현 오타시에 있는 역이다. 역 번호는 TI 19이다.

## 역사
- 1927년 10월 1일: 도부 철도 이세사키 선의 다테바야시 ~ 이세사키 역간 전철화와 동시에 영업 개시.
- 2006년 3월 18일: 오타 ~ 이세사키 구간의 원맨 운전 개시.

## 역 구조
섬식 승강장 1면 2선의 지상역으로 유인역이다. 역사는 선로 남쪽에 있고 승강장은 지하도에서 연결된다.

### 타는 곳
| 번호 | 노선        | 방향 | 행선                                                                                         |
| ---- | ----------- | ---- | -------------------------------------------------------------------------------------------- |
| 1    | 이세사키 선 | 하행 | 이세사키 방면                                                                                |
| 2    | 이세사키 선 | 상행 | 오타・아시카가시・다테바야시・ 도부 스카이트리 라인 기타센주・도쿄 스카이트리・아사쿠사 방면 |

## 역 주변
- 간토가쿠인 대학
- 오타 시립 오타 중・고등학교
- 군마 현립 오타 고등 양호학교
- 간토 농정국 군마 농정 사무소 지역 제2과
- 오타 시청 사와노 행정 센터
- 오타 시청 호센 행정 센터
- 호센 우체국
- 간무리나리 신사
- 오타 시립 타카야마 히코쿠로 기념관

## 인접역
| 도부 철도 이세사키 선      | 도부 철도 이세사키 선 | 도부 철도 이세사키 선      |
| -------------------------- | --------------------- | -------------------------- |
| TI 18 오타 다테바야시 방면 |                       | 기자키 TI 20 이세사키 방면 |